# Association Sportive de Saint-Priest
L'Association Sportive de Saint-Priest (pronuncia francese: /sɛ̃ pʁijɛst/), spesso abbreviato in AS Saint-Priest è una squadra di calcio con sede a Saint-Priest, in Francia. Milita nel Championnat National 3, la quinta serie del campionato francese di calcio.

## Rosa 2008-2009
| N. |                    | Ruolo | Calciatore            |
| -- | ------------------ | ----- | --------------------- |
|    | Francia (bandiera) | P     | Jean-Baptiste Clement |
|    | Francia (bandiera) | P     | Steve Legalle         |
|    | Francia (bandiera) | D     | Rémy Arriola          |
|    | Francia (bandiera) | D     | André Bouillon        |
|    | Francia (bandiera) | D     | Mathieu Charvet       |
|    | Francia (bandiera) | D     | Fabien Colloredo      |
|    | Francia (bandiera) | D     | Frédéric Ribeiro      |
|    | Francia (bandiera) | D     | Fréjus Tchetgna       |
|    | Francia (bandiera) | D     | Nicolas Velut         |
|    | Francia (bandiera) | C     | Nicolas Barbosa       |
|    | Francia (bandiera) | C     | Rafik Bouderbal       |

| N. |                    | Ruolo | Calciatore         |
| -- | ------------------ | ----- | ------------------ |
|    | Francia (bandiera) | C     | Lucas Courbiere    |
|    | Francia (bandiera) | C     | Sébastien Definod  |
|    | Francia (bandiera) | C     | Cyril Grand        |
|    | Francia (bandiera) | C     | Kevin Jacmod       |
|    | Francia (bandiera) | A     | Pierre Laigle      |
|    | Francia (bandiera) | A     | Florian Archimbaud |
|    | Francia (bandiera) | A     | Jean-Louis Bergnes |
|    | Francia (bandiera) | A     | Yohan Di Tomasso   |
|    | Francia (bandiera) | A     | Phillipe Marchois  |
|    | Francia (bandiera) | A     | Brice Sanchez      |
|    | Francia (bandiera) | A     | Nicolas Sellier    |

## Palmarès

### Competizioni nazionali
- Championnat National 3: 3

2012-2013, 2016-2017, 2023-2024

### Altri piazzamenti
- Championnat National 2:

Secondo posto: 1997-1998